# Seseli heterophyllum
Seseli heterophyllum är en flockblommig växtart som beskrevs av Victor von Janka. Seseli heterophyllum ingår i släktet säfferötter, och familjen flockblommiga växter. Inga underarter finns listade i Catalogue of Life.